# Thrice
Thrice es una banda de post-hardcore formada en Irvine, California, en 1997. Thrice es una banda que, en sus primeros años, solía efectuar donaciones y obras de caridad para diferentes instituciones dedicadas a ayudar a personas con cáncer.
La banda ha experimentado con diversos estilos a lo largo de su carrera. En los tres primeros trabajos, se movían entre el hardcore melódico, screamo, punk-pop y el post-hardcore, sumado a influencias metaleras, tanto de thrash como de heavy metal clásico. A partir del tercer trabajo, la banda adquirió un sonido más experimental.

## Historia
En noviembre de 1998, lanzan de forma independiente un EP, llamado «First Impressions». Solo 1000 copias fueron hechas. 
En el año 2000, lanzan, también de forma independiente, su primer LP: Identity Crisis, el cual no recibió una buena crítica de parte de la prensa. Con el paso del tiempo, Thrice, se dio a conocer y firma con Hopeless/Subcity Records, sello en donde relanzan su primer LP y graban su segundo álbum titulado, The Illusion of Safety, el cual fue ampliamente aclamado y llamó la atención de sellos musicales mayores. En el 2003, firmaron con Island Records y lanzaron The Artist in the Ambulance, el cual mostraba canciones más estructuradas mientras se mantenían fieles a sus influencias hardcore punk. 
En el 2005, fue lanzado un CD/DVD bajo el nombre If We Could Only See Us Now, que contenía temas inéditos, en vivo y de compilaciones.
Su tercer disco, titulado Vheissu, fue lanzado el 18 de octubre de 2005. Este disco supone un paso adelante en la carrera del grupo, puesto que incorpora piano, teclados y un sonido de guitarra diferente, dotando al redondo de una madurez y un punto de experimentación que no se había visto en sus anteriores trabajos.
El 12 de octubre de 2007, Thrice subieron a su MySpace dos canciones íntegras de The Alchemy Index: Vol I & II. Estos trabajos, se publicaron el 16 de octubre de 2007, momento en el que la banda da un paso firme hacia el estilo musical ya mostrado en su anterior álbum. El disco incluye dos CD de 6 temas cada uno. El primer volumen, más enérgico y contundente, basado en el elemento fuego; y el segundo, más experimental, basado en el elemento agua. The Alchemy Index vendió 28 000 copias en la primera semana. Debutó como el número 24 en la lista Billboard, y subió al n.º 5 de los álbumes más vendidos en iTunes. 
La segunda parte del proyecto, «The Alchemy Index Vols. III & IV - Earth & Air», se publicó oficialmente el 15 de abril de 2008, pese a estar circulando por Internet desde el 9 de abril. Con este nuevo doble disco, Thrice se consolida como una de las mejores bandas del estilo rock experimental de los últimos tiempos, alcanzando altos índices de popularidad a nivel mundial. Cada última canción de cada disco forma un soneto, describiendo la relación de un hombre con cada elemento en particular. 
El 28 de mayo de 2008, se grabó el CD/DVD Live at the House of Blues. El trabajo contiene 2 CD y un DVD con temas en directo y entrevistas a los miembros de la banda. A finales de 2008, giraron junto a Rise Against, Alkaline Trio y The Gaslight Anthem.
Thrice fueron confirmados para tocar en The Bamboozle Left, en abril de 2009, así como en el Warped Tour '09.
El 15 de septiembre de 2009, Thrice lanzó Beggars, disco en que volvieron a un mismo sonido después de experimentar con The Alchemy Index. Obtuvo calificaciones bien positivas, como un 9/10 en 89decibeles.com
El 20 de septiembre de 2010, la banda publica Major/Minor, disco en el cual, nuevamente, vuelven a experimentar con nuevos sonidos, acercándose ligeramente al post-rock.
A principios de 2012, la banda anuncia que se toman un descanso indefinido, tras el tour de 2012 que empezaría en St. Louis y acabaría en California.
El 22 de diciembre de 2014, publicaron una imagen de una mesa de mezclas en su página web con el texto «Thrice 2015», dando a entender la vuelta a los escenarios de la banda.
El 23 de noviembre de 2015, el grupo anunció que lanzaría un nuevo álbum en 2016.  El 22 de marzo de 2016, se anunció su título To Be Everywhere Is to Be Nowhere, junto a su fecha de lanzamiento para el 27 de mayo de 2016. Pocos días después, se lanzó el primer sencillo «Blood on the Sand».
El 27 de abril de 2016, Thrice lanzó el segundo sencillo de To Be Everywhere Is to Be Nowhere, titulado «Black Honey».
El 5 de junio de 2018 la banda anunció haber firmado con la disquera Epitaph Records y anunció el lanzamiento de un nuevo disco. Ese mismo día, reveló el primer sencillo, titulado «The Grey». Posteriormente, el 10 de julio de 2018, se reveló que el álbum llevará por nombre Palms. Fue lanzado el 14 de septiembre y se publicó un videoclip para «The Grey».
En agosto de 2018, Thrice visitó Sudamérica por primera vez, ofreciendo tres shows en Brasil, uno en Argentina y uno en Chile.
Acerca del nuevo disco, Dustin Kensrue, dijo en una entrevista que: «Palms es un poco más diverso, musicalmente, que los últimos discos. En cuanto al enfoque, es probablemente más similar a Vheissu».
El 20 de julio de 2021, Thrice lanzó un nuevo sencillo "Scavengers". El mismo día, también anunciaron que su nuevo álbum Horizons/East a través de Epitaph Records se lanzará digitalmente el 17 de septiembre de 2021, con un lanzamiento físico el 8 de octubre de 2021.

## Integrantes
- Dustin Kensrue – voces, guitarras, percusión (1997-2012, 2015-presente)
- Teppei Teranishi – guitarras, banjo, piano, teclados, glockenspiel, coros  (1997-2012, 2015-presente)
- Eddie Breckenridge – bajo, contrabajo, beats, programación, teclados, sintetizadores, guitarras adicionales, coros  (1997-2012, 2015-presente)
- Riley Breckenridge – batería, percusión  (1997-2012, 2015-presente)

Línea del tiempo

## Discografía
Álbumes de estudio
- 2000: Identity Crisis
- 2002: The Illusion of Safety
- 2003: The Artist in the Ambulance
- 2005: Vheissu
- 2007: The Alchemy Index Vols. I & II
- 2008: The Alchemy Index Vols. III & IV
- 2009: Beggars
- 2011: Major/Minor
- 2016: To Be Everywhere Is to Be Nowhere
- 2018: Palms
- 2021: Horizons/East
- 2025: Horizons/West